# Oi!
Oi! — це один з видів вуличного панку для робітничого класу, який виник у Великій Британії у 70-ті роки ХХ століття.
Цей стиль асоціюється із субкультурою, метою якої було пропагувати об'єднання панків, скінхедів та молодь (також відому, як герберти (англ. herberts). Рух Oi! був відповіддю відчуттю, що багато молодих панк-виконавців були, за словами гітариста The Business Стіва Кента (Steve Kent), «модними студентами, які використовували довгі слова, намагалися бути артистичними… і втрачали чуття».

## Іноземні ой-гурти
- The Analogs
- Dropkick Murphys
- Cock Sparrer
- Cockney Rejects
- The Burial
- Sham 69
- Perkele
- Broilers
- Loikaemie
- The Oppressed
- The Business
- Angelic Upstarts
- Blitz
- Discipline
- Los Fastidios
- 4 Promille
- Charta 77
- Volxsturm
- Böhse Onkelz
- Troopers
- Бранник

## Українські ой-гурти
- Stinx
- Цирюльня ім. Котовського
- Rude Riot
- Теорія Ґвалту
- Cios
- Bezlad